# Учецкое сельское поселение
Учецкое сельское поселение — упразднённое муниципальное образование в составе Лузского района Кировской области России, существовавшее в 2006—2012 годах. Административный центр — село Учка.

## История
Учецкое сельское поселение образовано 1 января 2006 года согласно Закону Кировской области от 07.12.2004 № 284-ЗО.
Законом Кировской области от 28 апреля 2012 года № 141-ЗО поселение было упразднено, все его населённые пункты были включены в состав Лальского городского поселения.

## Состав
В состав поселения входили 16 населённых пунктов:
| - село Учка - деревня Аленкино - деревня Бечковская - деревня Боброво - деревня Васковская - деревня Вахрушево - деревня Данилово - деревня Козинская | - деревня Курлаковская - деревня Миняевская - деревня Подушаково - деревня Попово - деревня Пятинская - деревня Улановская - деревня Ушаково - деревня Чураково |